# Campionati europei di triathlon middle distance del 2017
I Campionati europei di triathlon middle distance del 2017 (XII edizione) si sono tenuti a Herning in Danimarca, in data 10 giugno 2017.
Tra gli uomini ha vinto il tedesco Patrick Dirksmeier, mentre la gara femminile è andata alla danese Camilla Pedersen.

## Risultati

### Élite uomini
| Pos. | Nome                  | Paese       | Nuoto    | Bici     | Corsa    | Totale   |
| ---- | --------------------- | ----------- | -------- | -------- | -------- | -------- |
|      | Patrick Dirksmeier    | Germania    | 00:23:59 | 02:08:32 | 01:14:26 | 03:49:27 |
|      | Anders Christensen    | Danimarca   | 00:25:48 | 02:05:42 | 01:17:47 | 03:52:09 |
|      | Miki Taagholt         | Danimarca   | 00:22:39 | 02:10:55 | 01:15:58 | 03:52:39 |
| 4    | Thomas Strange Hansen | Danimarca   | 00:23:45 | 02:08:47 | 01:18:55 | 03:54:02 |
| 5    | Kristian Høgenhaug    | Danimarca   | 00:26:57 | 02:04:51 | 01:20:53 | 03:55:35 |
| 6    | Jesper Svensson       | Svezia      | 00:22:41 | 02:12:10 | 01:19:59 | 03:57:15 |
| 7    | Chris Fischer         | Danimarca   | 00:26:10 | 02:10:06 | 01:18:03 | 03:57:17 |
| 8    | Simon Jørn Hansen     | Danimarca   | 00:26:55 | 02:14:03 | 01:14:21 | 03:58:08 |
| 9    | Morten Brammer Olesen | Danimarca   | 00:25:51 | 02:12:59 | 01:16:45 | 03:58:41 |
| 10   | Allan Steen Olesen    | Danimarca   | 00:25:44 | 02:15:03 | 01:20:08 | 04:03:27 |
| 11   | Sebastian Norberg     | Svezia      | 00:28:01 | 02:13:01 | 01:20:18 | 04:04:16 |
| 12   | Massimo Cigana        | Italia      | 00:29:01 | 02:15:32 | 01:18:16 | 04:05:40 |
| 13   | Cristóbal Dios Ríos   | Spagna      | 00:26:59 | 02:15:45 | 01:21:00 | 04:07:05 |
| 14   | Zsombor Deak          | Romania     | 00:28:51 | 02:28:21 | 01:23:43 | 04:24:13 |
| 15   | Mikita Hrygoryeu      | Bielorussia | 00:25:50 | 02:22:40 | 01:33:59 | 04:25:08 |
| 16   | Jon Albizuri          | Spagna      | 00:30:09 | 02:29:43 | 01:25:40 | 04:29:48 |
| 17   | Aleksandr Kocetkov    | Lituania    | 00:35:37 | 02:35:56 | 01:54:58 | 05:10:59 |

### Élite donne
| Pos. | Atleta                      | Paese       | Nuoto    | Bici     | Corsa    | Totale   |
| ---- | --------------------------- | ----------- | -------- | -------- | -------- | -------- |
|      | Camilla Pedersen            | Danimarca   | 00:25:13 | 02:20:56 | 01:25:59 | 04:15:01 |
|      | Maja Stage Nielsen          | Danimarca   | 00:28:42 | 02:27:17 | 01:22:32 | 04:21:10 |
|      | Sarah Lewis                 | Regno Unito | 00:26:26 | 02:22:49 | 01:28:32 | 04:21:35 |
| 4    | Michelle Vesterby           | Danimarca   | 00:26:00 | 02:25:25 | 01:30:58 | 04:25:21 |
| 5    | Hanna Maksimava             | Bielorussia | 00:26:30 | 02:34:10 | 01:28:58 | 04:32:25 |
| 6    | Birgitte Krogsgaard         | Danimarca   | 00:26:28 | 02:33:51 | 01:31:53 | 04:34:55 |
| 7    | Line Thams                  | Danimarca   | 00:25:09 | 02:22:12 | 01:50:07 | 04:39:43 |
| 8    | Nikola Corbova              | Slovacchia  | 00:33:04 | 02:42:17 | 01:26:14 | 04:45:52 |
| 9    | Katerina Strnadova          | Rep. Ceca   | 00:28:52 | 02:44:06 | 01:34:49 | 04:50:53 |
| 10   | Pernille Linder Christensen | Danimarca   | 00:26:27 | 02:42:45 | 01:44:01 | 04:56:21 |